# Корфбол
Корфбол (хол. Korfbal) је тимски спорт који се игра руком, унутар правоугаоног терена, на коме екипа састављена од по четири играча мушког и женског пола, покушава да лопту убаци у корф (корпу). Главне карактеристике корфбола су свестрана вештина играча, тимска игра, контролисан физички контакт и равноправност полова.
Овај спорт изумео је холандски школски наставник Нико Брокхајзен (хол. Nico Broekhuysen), 1902. године. У Холандији, постоји око 569 клубова и преко 100.000 људи игра корбол. Такође, спорт је веома популаран у Белгији и Тајвану, а игра се и у многим другим земљама.

## Историја
Корфбол је настао у Холандији. Године 1902. Нико Брокхајзен, школски наставник из Амстердама, послат је у Шведску на едукативни курс како децу учити гимнастику. Ту се упознао са шведском игром рингбол (енгл. ringboll). У рингболу је било могуће постићи бодове бацањем лопте кроз прстен који је био причвршћен на шипци од 3 m. Мушкарци и жене играли су заједно, а поље је било подељено на три зоне. Играчи нису могли напустити своју зону.
Брокхајзен је био инспирисан и по повратку у Амстердам, одлучио је да своје ученике подучава сличној игри. Заменио је прстен са корпом (за коју је холандска реч "корф" (хол. korf) или "манд" (хол. mand)), па је било лакше видети да ли је играч постигао погодак или не. Брокхајзен је, такође, поједноставио правила како би их деца лакше разумела. Главна идеја била је иста као код рингбола, али је сада стајала самостално.
Најстарији корфбол клуб, који још увек постоји и није се спајао са другим клубовима, је холандски корфбол клуб H.K.C. ALO из Хага. Клуб је основан 1. фебруара 1906. године.
У почетку је дошло до значајне контроверзе око спорта, јер су играчи били оба пола. Неколико спортских новинара одбило је да обрати и најмању пажњу на нови спорт. Корфбол играчи су оптужени да су неморални. Чак је и спортска одећа била критикована, јер су женски дресови откривали гола колена и глежњеве; Часопис Sportgeschiedenis написао је: "Корфбол је чудовиште које шири своје канџе на све стране". Ипак, корфбол је представљен на Летњим олимпијским играма 1920. и Летњим олимпијским играма 1928.
Међународна Корфбол Федерација основана је 1933. године.
Корфбол се игра у преко 60 земаља укључујући: САД, Уједињено Краљевство, Ирску, Аустралију, Нови Зеланд, Чешку, Пољску, Грчку, Србију, Јужноафричку Републику, Зимбабве, Индију, Холандију, Белгију, Русију, Немачку, Тајван, Турску, Хонг Конг, Португал, Пакистан, Шведску, Мађарску, Филипине, Италију, Каталонију, Шпанију, Француску и Румунију. Спорт бележи раст популарности у Уједињеном Краљевству и јединствена референца за корфбол, објавио је бенд Half Man Half Biscuit у својој песми Joy in Leeuwarden (We Are Ready) на њиховом албуму 90 Bisodol (Crimond) из 2011. године.

## Правила игре

### Опрема
Корфбол се зими игра у затвореном, а у пролеће и јесен на отвореном.
Величина терена у затвореном простору је 20×40 m (22×44 јарди), а терени на отвореном су димензија 30×60 m (33×66 јарди). Нови спољни терени су димензија 40 m×20 m. Терен је подељен на делове који се називају зоне. У свакој зони је 3,5 m (11,5 стопа) високи стуб са корпом на врху. Позициониран је на две трећине растојања између линије центра и аут линије.

### Тим
Корфбол тим састоји се од осам играча; четири жена и четири мушкараца.